# Idioscopus
Idioscopus es un género de insectos hemípteros de la familia Cicadellidae, subfamilia Idiocerinae.

## Especies
El género contiene las especies:
- Idioscopus anasuyae Viraktamath & Viraktamath 19850
- Idioscopus bellus Viraktamath 1979
- Idioscopus bimaculatus Singh-Pruthi 1936
- Idioscopus capriliana Viraktamath & Murphy 1980
- Idioscopus chumphoni Hongsaprug 1984
- Idioscopus confuscous Singh-Pruthi 1936
- Idioscopus decoratus Viraktamath 1980?
- Idioscopus dworakowskae Viraktamath 1979
- Idioscopus elongatus Freytag & Knight 1966
- Idioscopus expandus Freytag & Knight 1966
- Idioscopus fasciolatus Distant 1908
- Idioscopus freytagi Ahmed, S. Naheed & M. Ahmed 1980
- Idioscopus grossus Freytag & Knight 1966
- Idioscopus hyalinus Freytag & Knight 1966
- Idioscopus incertus Baker 1924
- Idioscopus indicus Viraktamath 1979
- Idioscopus inornatus Freytag & Knight 1966
- Idioscopus irenae Viraktamath 1980
- Idioscopus jayashriae Viraktamath & Viraktamath 1985
- Idioscopus karachiensis Ahmed, S. Naheed & M. Ahmed 1980
- Idioscopus nagpurensis Singh-Pruthi 1930
- Idioscopus nigroclypeatus Melichar 1903
- Idioscopus nitellicus Kuoh & Fang 1985
- Idioscopus nitidulus Walker 1870
- Idioscopus niveosparsus Lethierry 1889
- Idioscopus oriani Freytag & Knight 1966
- Idioscopus pretiosus Viraktamath 1979
- Idioscopus recurvatus Kuoh & Fang 1985
- Idioscopus scutellatus Distant 1908
- Idioscopus spectabilis Viraktamath 1979
- Idioscopus taiwanus Huang & Maldonado-Capriles 1992
- Idioscopus virescens Viraktamath 1979
- Idioscopus vulneratus Freytag & Knight 1966
- Idioscopus webbi Viraktamath 1979